# Campeonato Brasiliense 1984
In 1984 werd het 26ste Campeonato Brasiliense gespeeld voor clubs uit het Federaal District, waartoe de hoofdstad Brasilia behoort. De competitie, ook wel Candangão genaamd, werd georganiseerd door de FBF en werd gespeeld van 13 mei tot 1 december. Brasília werd kampioen.

## Eerste toernooi

### Eerste fase

#### Groep A
| Plaats | Club       | Wed. | W | G | V | Saldo | Ptn. |
| ------ | ---------- | ---- | - | - | - | ----- | ---- |
| 1.     | Taguatinga | 7    | 5 | 2 | 0 | 10:2  | 12   |
| 2.     | Ceilândia  | 7    | 3 | 3 | 1 | 8:3   | 9    |
| 3.     | Gama       | 7    | 2 | 4 | 1 | 9:7   | 8    |
| 4.     | Brasília   | 7    | 2 | 3 | 2 | 6:6   | 7    |

|  | Finale eerste toernooi |

#### Groep B
| Plaats | Club          | Wed. | W | G | V | Saldo | Ptn. |
| ------ | ------------- | ---- | - | - | - | ----- | ---- |
| 1.     | Sobradinho    | 7    | 3 | 2 | 2 | 7:6   | 8    |
| 2.     | Tiradentes    | 7    | 2 | 3 | 2 | 5:5   | 7    |
| 3.     | Guará         | 7    | 1 | 3 | 3 | 8:12  | 5    |
| 4.     | Vasco da Gama | 7    | 0 | 0 | 7 | 1:13  | 0    |

|  | Finale eerste toernooi |

### Finale
De winnaar krijgt één bonuspunt voor de finale.
| Team #1    | Tot.  | Team #2    | 1ste wed | 2de wed |
| ---------- | ----- | ---------- | -------- | ------- |
| Sobradinho | 3 - 1 | Taguatinga | 3 - 1    | 0 - 0   |

## Tweede toernooi

### Eerste fase

#### Groep A
| Plaats | Club       | Wed. | W | G | V | Saldo | Ptn. |
| ------ | ---------- | ---- | - | - | - | ----- | ---- |
| 1.     | Sobradinho | 7    | 4 | 2 | 1 | 9:6   | 10   |
| 2.     | Taguatinga | 7    | 4 | 1 | 2 | 9:6   | 9    |
| 3.     | Guará      | 7    | 3 | 2 | 2 | 11:5  | 8    |
| 4.     | Gama       | 7    | 2 | 2 | 3 | 3:4   | 6    |

|  | Finale tweede toernooi |

#### Groep B
| Plaats | Club          | Wed. | W | G | V | Saldo | Ptn. |
| ------ | ------------- | ---- | - | - | - | ----- | ---- |
| 1.     | Brasília      | 7    | 5 | 2 | 0 | 14:2  | 12   |
| 2.     | Tiradentes    | 7    | 2 | 1 | 4 | 4:5   | 5    |
| 3.     | Ceilândia     | 7    | 2 | 1 | 4 | 3:11  | 5    |
| 4.     | Vasco da Gama | 7    | 0 | 1 | 6 | 0:14  | 1    |

|  | Finale tweede toernooi |

### Finale
De winnaar krijgt één bonuspunt voor de finale.
| Team #1    | Tot.  | Team #2  | 1ste wed | 2de wed |
| ---------- | ----- | -------- | -------- | ------- |
| Sobradinho | 0 - 3 | Brasília | 0 - 1    | 0 - 2   |

## Derde toernooi

### Eerste fase

#### Groep A
| Plaats | Club       | Wed. | W | G | V | Saldo | Ptn. |
| ------ | ---------- | ---- | - | - | - | ----- | ---- |
| 1.     | Taguatinga | 7    | 4 | 1 | 2 | 10:5  | 9    |
| 2.     | Brasília   | 7    | 3 | 2 | 2 | 11:9  | 8    |
| 3.     | Ceilândia  | 7    | 2 | 2 | 3 | 6:8   | 6    |
| 4.     | Gama       | 7    | 1 | 1 | 5 | 7:11  | 3    |

|  | Finale derde toernooi |

#### Groep B
| Plaats | Club          | Wed. | W | G | V | Saldo | Ptn. |
| ------ | ------------- | ---- | - | - | - | ----- | ---- |
| 1.     | Tiradentes    | 7    | 5 | 1 | 1 | 8:3   | 11   |
| 2.     | Sobradinho    | 7    | 3 | 3 | 1 | 4:2   | 9    |
| 3.     | Guará         | 7    | 3 | 1 | 3 | 7:5   | 7    |
| 4.     | Vasco da Gama | 7    | 1 | 1 | 5 | 2:12  | 3    |

|  | Finale derde toernooi |

### Finale
De winnaar krijgt één bonuspunt voor de finale.
| Team #1    | Tot.  | Team #2    | 1ste wed | 2de wed |
| ---------- | ----- | ---------- | -------- | ------- |
| Taguatinga | 8 - 1 | Tiradentes | 3 - 0    | 5 - 1   |

## Vierde toernooi

### Eerste fase

#### Groep A
| Plaats | Club       | Wed. | W | G | V | Saldo | Ptn. |
| ------ | ---------- | ---- | - | - | - | ----- | ---- |
| 1.     | Sobradinho | 7    | 2 | 3 | 2 | 8:9   | 7    |
| 2.     | Guará      | 7    | 2 | 3 | 2 | 8:10  | 7    |
| 3.     | Tiradentes | 7    | 1 | 3 | 3 | 5:7   | 5    |
| 4.     | Gama       | 7    | 1 | 1 | 5 | 4:12  | 3    |

|  | Finale vierde toernooi |

#### Groep B
| Plaats | Club          | Wed. | W | G | V | Saldo | Ptn. |
| ------ | ------------- | ---- | - | - | - | ----- | ---- |
| 1.     | Taguatinga    | 7    | 5 | 1 | 1 | 13:6  | 11   |
| 2.     | Brasília      | 7    | 4 | 1 | 2 | 18:6  | 9    |
| 3.     | Vasco da Gama | 7    | 4 | 1 | 2 | 7:8   | 9    |
| 4.     | Ceilândia     | 7    | 2 | 1 | 4 | 4:9   | 5    |

|  | Finale derde toernooi |

### Finale
De winnaar krijgt één bonuspunt voor de finale.
| Team #1    | Tot.  | Team #2    | 1ste wed | 2de wed |
| ---------- | ----- | ---------- | -------- | ------- |
| Taguatinga | 6 - 2 | Sobradinho | 3 - 2    | 3 - 0   |

## Finalegroep
| Plaats | Club       | Wed. | Bonus | W | G | V | Saldo | Ptn. |
| ------ | ---------- | ---- | ----- | - | - | - | ----- | ---- |
| 1.     | Brasília   | 2    | 1     | 1 | 1 | 0 | 3:2   | 4    |
| 2.     | Sobradinho | 2    | 1     | 0 | 2 | 0 | 2:2   | 3    |
| 3.     | Taguatinga | 2    | 2     | 0 | 1 | 1 | 0:1   | 3    |

|  | Kampioen |

## Kampioen
| Campeonato Brasiliense de 1984 |
| Federaal District              |
| ------------------------------ |
| BRASÍLIA Kampioen (7° titel)   |